# Municipi de Milan

Les neuf Municipi de Milan

La commune de Milan est subdivisée administrativement en 9 zones de décentralisation (municipi), dans chacune desquelles il y a un conseil. Le conseil des municipi dont la population dépasse 100 000 habitants se compose de 41 membres (conseillers) tandis que celui des municipi où il y a moins de 100 000 habitants se compose de 31 membres (actuellement seulement dans le Municipio 1). La subdivision précédente, active jusqu'en 1999, comprenait 20 zones (évidemment de dimensions plus petites).

## Les neuf Municipi
Ce tableau contient les informations sur la superficie, les habitants (y compris les immigrés avec titre de séjour régulier), la densité et les quartiers de chaque Municipio.
|             | Dénomination                                             | Superficie (km²) | Habitants (31 dicembre 2010) | Densité (ab/km²) | Quartiers |
| Municipio 1 | Centre historique                                        | 9,67             | 97.231                       | 10.055           | Centro storico, Brera, Porta Tenaglia, Porta Sempione, Quadronno-Guastalla, Conca del Naviglio |
| Municipio 2 | Gare de Milan-Centrale, Gorla, Turro, Greco, Crescenzago | 12,58            | 144.301                      | 11.471           | Adriano, Crescenzago, Gorla, Greco, Loreto, Maggiolina, Mandello, Mirabello, Ponte Seveso, Porta Nuova, Precotto, Gare de Milan-Centrale, Turro, Vilaggio dei Giornalisti |
| Municipio 3 | Città Studi, Lambrate, Porta Venezia                     | 14,23            | 139.897                      | 9.831            | Porta Venezia, Porta Monforte, Casoretto, Rottole, Feltre, Cimiano, Città Studi, Lambrate, Ortica |
| Municipio 4 | Porta Vittoria, Forlanini                                | 20,95            | 152.259                      | 7.268            | Porta Vittoria, Porta Romana, Cavriano, Forlanini, Monluè, La Trecca, Taliedo, Morsenchio, Ponte Lambro, Calvairate, Gamboloita ou Corvetto, Quartiere Omero, Nosedo, Castagnedo, Rogoredo, Santa Giulia, San Luigi, Triulzo Superiore                                                                                                   |
| Municipio 5 | Vigentino, Chiaravalle Milanese, Gratosoglio             | 29,87            | 119.900                      | 4.014            | Porta Vigentina, Porta Lodovica, San Gottardo, Morivione, Vigentino, Vaiano Valle, Chiaravalle Milanese, Macconago, Stadera, Chiesa Rossa, Quartiere Le Terrazze, Case Nuove, Quartiere Missaglia, Gratosoglio, Selvanesco, Quintosole, Ronchetto delle Rane, Quartiere Torretta, Conca Fallata, Quartiere Basmetto, Quartiere Cantalupa |
| Municipio 6 | Barona, Lorenteggio                                      | 18,28            | 146.606                      | 8.020            | Porta Ticinese, Porta Genova, Conchetta, Moncucco, Barona, Sant'Ambrogio, Cascina Bianca, Boffalora, Teramo, San Cristoforo, Lodovico il Moro, Ronchetto sul Naviglio, Villa Magentino, Arzaga, Giambellino, Lorenteggio, Villaggio dei Fiori, Creta                                                                                     |
| Municipio 7 | Baggio, De Angeli, San Siro                              | 31,34            | 168.899                      | 5.389            | Porta Magenta, Quartiere De Angeli - Frua, San Siro, Quartiere Harar, Quartiere Vercellese, Quarto Cagnino, Quinto Romano, Figino, Forze Armate, Baggio, Quartiere Valsesia, Quartiere degli Olmi, Assiano, Muggiano |
| Municipio 8 | Fiera, Gallaratese, Quarto Oggiaro                       | 23,72            | 179.453                      | 7.565            | Porta Volta, Bullona, Ghisolfa, Portello, Cagnola, Quartiere Campo dei Fiori, Villapizzone, Quartiere Varesina, Boldinasco, Garegnano, Musocco, Quarto Oggiaro, Vialba, Roserio, Cascina Triulza, Q.T.8, Lampugnano, Quartiere Comina, Quartiere Gallaratese, Quartiere San Leonardo, Trenno                                             |
| Municipio 9 | Gare de Milan-Porta Garibaldi, Niguarda                  | 21,12            | 174.204                      | 8.248            | Porta Garibaldi, Porta Nuova, Centro Direzionale, Isola, La Fontana, Montalbino, Segnano, Bicocca, Fulvio Testi, Ca' Granda, Pratocentenaro, Niguarda, Dergano, Bovisa, Affori, Bruzzano, Comasina, Bovisasca |
|             | Total commune                                            | 181,76           | 1.322.750                    | 7.277            | |

## Sources
- (it) Cet article est partiellement ou en totalité issu de l’article de Wikipédia en italien intitulé « Zone di Milano » (voir la liste des auteurs).